# Doorn
Doorn je město ve středním Nizozemsku v provincii Utrecht. Nejvíce se proslavilo pobytem Viléma II. po 1. světové válce. Žije zde přibližně 10 tisíc obyvatel.

## Historie
V dokumentu datovaném do let 885 až 896 se místo nazývá Thorhem, tj. „obydlí Thóra“.
Město patřilo k území Villa Thorhem, jež bylo kolem roku 1200 ve vlastnictví utrechtského biskupství. Byl zde postaven kostel Maartenskerk (kostel svatého Martina), přestavěný a  rozšířený v 15. století; roku 1585 byl obsazen protestanty a je jimi stále využíván.

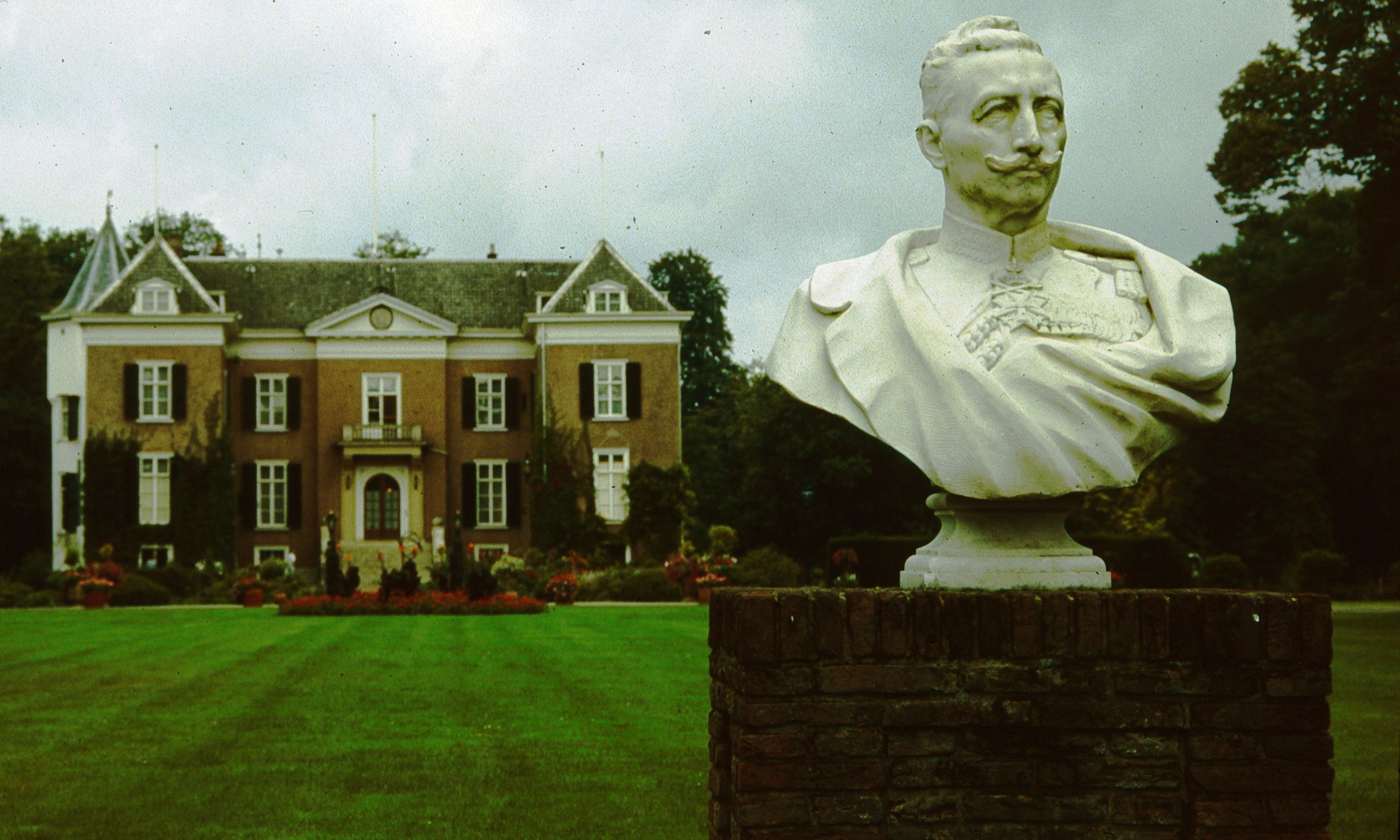
Busta Viléma II. v Doornu

Teprve po roce 1874 došlo k výraznému rozšíření města.
Po konci první světové války zde v exilu pobýval německý císař Vilém II. Žil zde od roku 1920 až do své smrti v roce 1941. Císař před svou smrtí prohlásil, že nemůže být pohřben před tím, než bude monarchie v Německu znovu obnovena. Císařovo balzamované tělo se proto stále nachází nepohřbené, v samostatném mauzoleu u jeho bývalého sídla. Jeho rakev je přikryta vlajkou německého císařství. Přímo před mauzoleem ční dva malé náhrobky, pod nimiž jsou pohřbeni Vilémovi psi.
Po druhé světové válce se město začalo rozrůstat.
Je zde hlavní základna nizozemské námořní pěchoty. 
Doorn byl samostatnou obcí do 1. ledna 2006. Od té doby je hlavním sídlem municipality Utrechtse Heuvelrug.